# Donkere moerwants
De donkere moerwants (Hesperocorixa linnaei) is een wants uit de familie van de Corixidae (Duikerwantsen). De soort werd het eerst wetenschappelijk beschreven door Franz Xaver Fieber in 1848. De wants is vernoemd naar Carl Linnaeus.

## Uiterlijk
De donkerbruine wants is langvleugelig (macropteer) en kan 7 tot 8 mm lang worden. Het halsschild is net als de voorvleugels donkerbruin, heeft zes tot zeven smalle dwarslijnen en is twee keer zo breed als dat het lang is. De voorvleugels hebben smalle, regelmatige, parallel lopende, lichte dwarslijnen die meestal niet onderbroken zijn en een beetje golvend. Het doorzichtige deel van de voorvleugels heeft kleine smalle onregelmatige vlekjes. De pootjes en de kop zijn geheel geel van kleur. De donkere moerwants lijkt erg op de vlekmoerwants (Hesperocorixa sahlbergi), die is echter iets groter, heeft acht tot negen dwarsstreepjes op het halsschild en een gele punt aan het corium.

## Leefwijze
De soort komt de winter door als imago en de wants kent in iedergeval één generatie in het jaar. Ze geven de voorkeur aan voedselrijke wateren met een laag organisch materiaal op de bodem.

## Leefgebied
In Nederland is de wants zeer algemeen. De soort komt in het hele Palearctische gebied voor, met uitzondering van het uiterste noorden.